# Caesars Palace Grand Prix
A Caesars Palace Grand Prix egy autóverseny volt, amelyet 1981–1984 között rendeztek meg Las Vegasban.

## Története

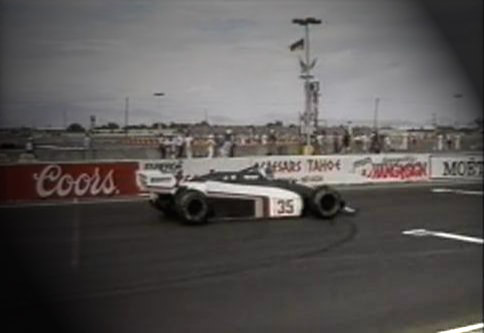
Derek Warwick a Toleman TG182 Hartban 1982-ben a Las Vegas-i pályán

Az első futamon Alan Jones diadalmaskodott. A pálya azonban hatalmas visszhangot váltott ki a versenyzők körében. Többen mondták, hogy "túl lapos". 1982-ben Michele Alboreto nyerte a futamot. A verseny azonban rengeteg veszteséget jelentett a Caesars Palace hotelnek.
1983-ban a pályát átalakították egy viszonylag négyzet alakú pályára, azonban az új pályán csak két versenyt tartottak. 1984-ben versenyeztek a pályán utoljára. A pályát 1985-ben lebontották. 
A Caesars Palace versenypályát gyakran említik a legrosszabb Forma-1-es pályák között.
2023-ban azonban a Forma-1 visszatér Las Vegasba egy új pályavezetésen, amely a Las Vegas Stripen húzódik. A pálya munkálataiban az 1984-es futam győztese is részt vett.

## A Caesars Palace Grand Prix nyertesei
Formula–1:
1981 - Alan Jones
1982 - Michele Alboreto
Can-Am:
1981 - Danny Sullivan
1982 - Danny Sullivan
CART Indy Car:
1983 - Mario Andretti
1984 - Tom Sneva
Trans-Am:
1983 - Willy T. Ribbs
1984 - Tom Gloy